# Studiengemeinschaft Darmstadt

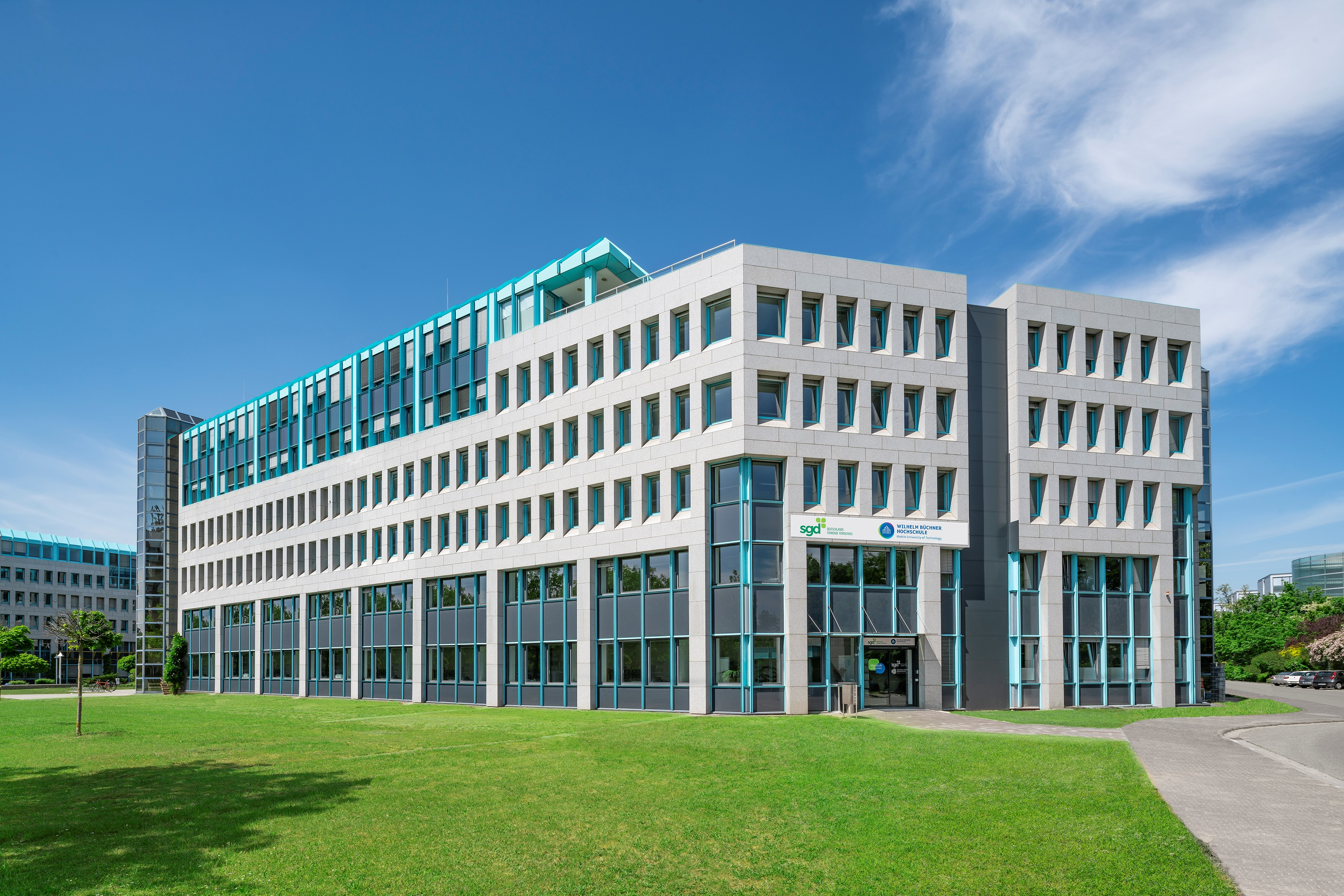
Firmensitz der SGD in Darmstadt

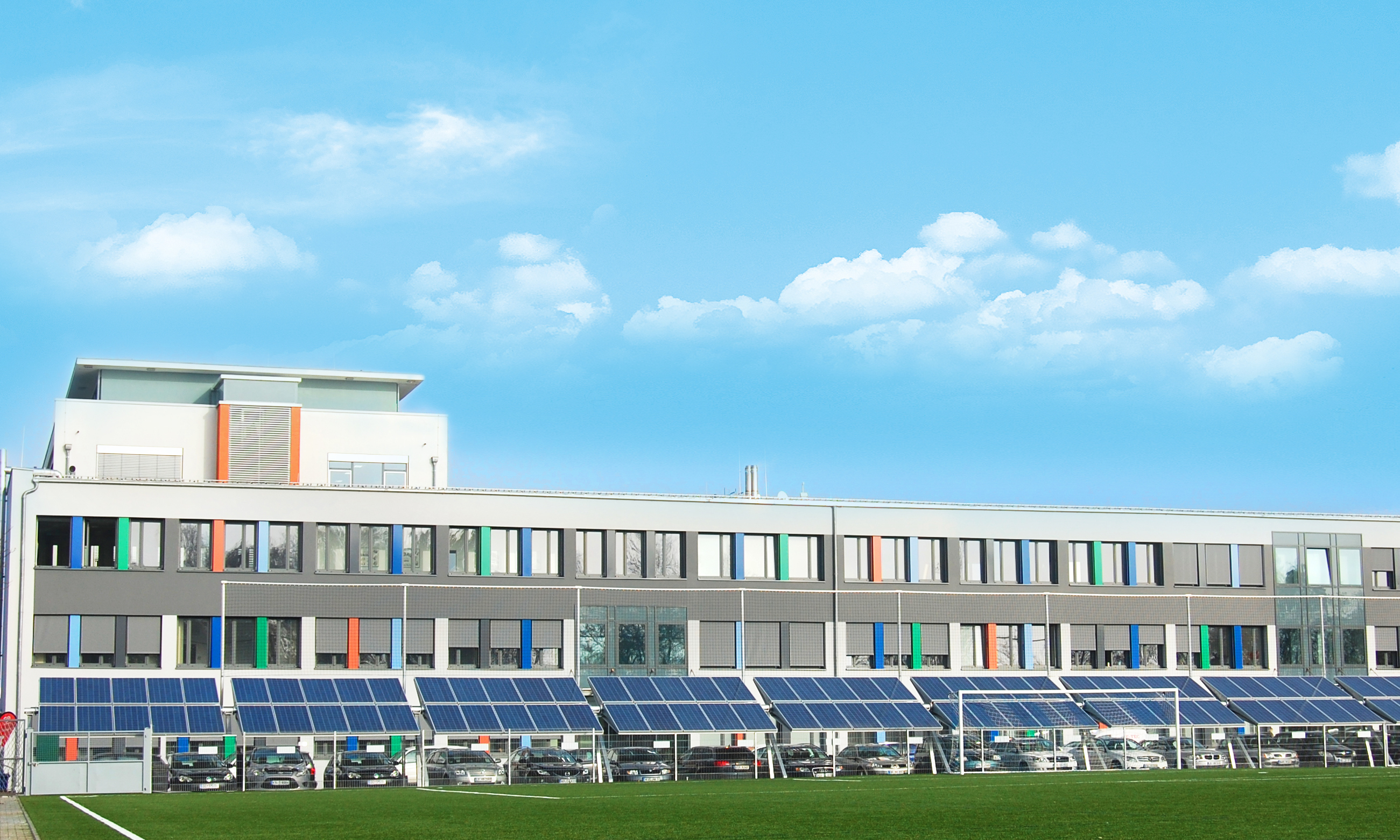
Ehemaliger Firmensitz der SGD in Pfungstadt

Die Studiengemeinschaft Darmstadt (sgd) ist eine deutsche Fernschule und Teil der Unternehmensgruppe Klett. Mit bislang über 900.000 Teilnehmern ist sie einer der größten Anbieter für Erwachsenenbildung in Deutschland. Sie wurde 1948 gegründet und hat ihren Sitz in Darmstadt.
Am gleichen Standort befindet sich die private Wilhelm-Büchner-Hochschule für angewandte Wissenschaften. Alle Angebote der sgd sind von der Staatlichen Zentralstelle für Fernunterricht (ZFU) staatlich zugelassen; ferner ist die sgd Mitglied im Deutschen Institut für Normung (DIN) sowie im Branchenverband Forum Distance Learning.

## Geschichte
1948 gründete Werner Kamprath das Unternehmen in Darmstadt. Zu Beginn wurden Fernlehrgänge vor allem im Bereich Technik und Betriebswirtschaft sowie Schulabschlüsse angeboten. Seit den 1950er-Jahren wurde das Lehrkonzept durch lehrgangsbegleitende Seminare ergänzt. Ab den 1970er Jahren kamen Audiomaterial, ab den 1980er Jahren Computerlehrgänge und ab den 2000er Jahren CDs und Lernsoftware hinzu.
Derzeit bilden sich jährlich über 60.000 Teilnehmer in mehr als 200 Kursen aus den Bereichen Schulabschlüsse, Sprachen, Wirtschaft, Technik, Informatik und Digitale Medien, Allgemeinbildung sowie Kreativität, Persönlichkeit und Gesundheit weiter.
1997 erfolgte die Übernahme durch die Stuttgarter Unternehmensgruppe Klett.  2001 startete der sgd-OnlineCampus, die Lernzentrale und Netzwerkplattform für Studierende und Lehrende des Bildungsanbieters. 2008 wurde in Pfungstadt ein Seminarzentrum eingerichtet.
2007 erhielt die SGD den Studienpreis „Innovation des Jahres“ für ihre Podcasts und erhielt zudem mehrfach Auszeichnungen für die Bereiche Lernmaterialien, Digitalisierung, Service und Preis-Leistungs-Verhältnis.
Im Dezember 2019 verlegte das Unternehmen sein Seminarzentrum vom Standort Pfungstadt nach Darmstadt.

## Fernkurse
Das schriftliche Studienmaterial ist die Grundlage des Fernlehrgangs bei der sgd. Kombiniert wird das schriftliche Studienmaterial je nach Kurs mit Medien wie CD-Lernprogrammen, Software, Screencam Movies, Podcasts und dem sgd-Online-Campus. Einige der sgd-Lehrgänge werden durch Seminare ergänzt, damit dort das Wissen vertieft werden kann.

### Abschlüsse
Etwa die Hälfte aller Lehrgänge bereiten auf externe Abschlüsse vor:
- Staatliche und öffentlich-rechtliche Abschlüsse: Dazu gehören Schulabschlüsse, IHK-Abschlüsse, staatliche Techniker- sowie Betriebswirtschaftsprüfungen, Prüfung vor dem TÜV Rheinland sowie die Prüfung „Psychotherapie HP“ (amtsärztliche Prüfung im Bereich Psychotherapie nach dem Heilpraktikergesetz).
- Abschlüsse von Kooperationspartnern, Institutionen und Akademien, z. B. SAP-Zertifikate, Cambridge Certificate, Diplom der Universität Salamanca, bSb-Diplom (Bundesverband für Sekretariat und Büromanagement), Diplom „Direktmarketingfachwirt/in DDA“ (Deutsche Direktmarketingakademie)

Neben der Vorbereitung auf staatlich anerkannte Schulabschlüsse werden Kurse zu Wirtschaft, Schulabschluss, Persönlichkeit und Gesundheit, Technik, Informatik, Kreative Berufe und Hobby, Sprachen und Allgemeinbildung angeboten.

### Zertifizierungen
Alle Kurse der sgd sind durch die Staatliche Zentralstelle für Fernunterricht in Köln nach dem Fernunterrichtsschutzgesetz geprüft und zugelassen. Außerdem wurde die sgd nach ISO 9001 und ISO 29990 zertifiziert. Des Weiteren ist die sgd nach AZAV zur Annahme von Bildungsgutscheinen berechtigt. Seit Januar 2017 unterzieht sich die sgd einer freiwilligen Prüfung durch den TÜV Süd und wurde seitdem mit dem Prüfzeichen für geprüfte Service-Qualität ausgezeichnet, das jährlich nach Prüfung erneuert wird.

## Belege
1. ↑  ELearning Journal: SGD freut sich über 900.000 Teilnehmer. Abgerufen am 8. Februar 2018.
2. ↑  SGD: Deutschlands führende Fernschule. Abgerufen am 8. Februar 2018.
3. ↑  Forum DistancE-Learning: Mitglieder des Forum DistancE-Learning. Abgerufen am 8. Februar 2018.
4. ↑  Mit geschlossenen Augen lernen – dank Podcasting. Abgerufen am 6. November 2020 (deutsch).
5. ↑  SGD Fernstudium im Test: Unsere Bewertungen & Auszeichnungen. Abgerufen am 6. November 2020.
6. ↑  Kursablauf. Studiengemeinschaft Darmstadt, abgerufen am 15. Februar 2017.
7. ↑  Servicequalität. TÜV Süd, abgerufen am 15. Februar 2017.